# Antonio Oña de Echave
Antonio Oña de Echave (Cárcar, 25 luglio 1905 – Pamplona, 1º aprile 1987) è stato un vescovo cattolico spagnolo.

## Biografia
Si formò nel seminario di Pamplona e completò gli studi ecclesiastici presso la pontificia università di Saragozza, dove si laureò in teologia e in diritto canonico.
Ordinato prete nel 1924, fu di parroco di San Pietro a Olite dal 1931, poi di Peralta dal 1940 e, dal 1941, di San Lorenzo a Pamplona.
Vicario generale e canonico cattedrale a Pamplona dal 1951, fu eletto vescovo titolare di Disti e ausiliare di Lugo nel 1956; fu trasferito alla sede residenziale di Lugo nel 1961 e si dimise nel 1976.
Fondò la congregazione delle Figlie della parrocchia, ausiliarie del Buon Pastore.

## Genealogia episcopale
La genealogia episcopale è:
- Cardinale Scipione Rebiba
- Cardinale Giulio Antonio Santori
- Cardinale Girolamo Bernerio, O.P.
- Arcivescovo Galeazzo Sanvitale
- Cardinale Ludovico Ludovisi
- Cardinale Luigi Caetani
- Cardinale Ulderico Carpegna
- Cardinale Paluzzo Paluzzi Altieri degli Albertoni
- Papa Benedetto XIII
- Papa Benedetto XIV
- Papa Clemente XIII
- Cardinale Marcantonio Colonna
- Cardinale Giacinto Sigismondo Gerdil, B.
- Cardinale Giulio Maria della Somaglia
- Cardinale Carlo Odescalchi, S.I.
- Cardinale Costantino Patrizi Naro
- Cardinale Serafino Vannutelli
- Cardinale Domenico Serafini, Cong. Subl. O.S.B.
- Cardinale Pietro Fumasoni Biondi
- Cardinale Ildebrando Antoniutti
- Vescovo Antonio Oña de Echave